# Тон Опрінсен
Антоніус Адріанус Хенрікус "Тон" Опрінсен (нід. Antonius Adrianus Henricus "Toon" Oprinsen, 25 листопада 1910, Тілбург — 14 січня 1945, Вюгт) — нідерландський футболіст, що грав на позиції півзахисника за клуб НОАД, а також національну збірну Нідерландів.

## Клубна кар'єра
У футболі дебютував виступами за команду клубу НОАД, кольори якої і захищав протягом усієї своєї кар'єри гравця. 

## Виступи за збірну
1934 року дебютував в офіційних матчах у складі національної збірної Нідерландів. Протягом кар'єри у національній команді провів у її формі 1 матч.
Був присутній в заявці збірної на чемпіонаті світу 1934 року в Італії, але на поле не виходив.
Помер 14 січня 1945 року на 35-му році життя у місті Вюгт.